# وزير الهجرة
وزير الهجرة  (أحياناً يُسمى وزير الهجرة والمهجرين) وزير مكلَّف في الحكومة يكون عضواً في مجلس الوزراء. وهو مسؤول عن الهجرة.